# Scaphios planada
Espèce
Scaphios planada est une espèce d'araignées aranéomorphes de la famille des Oonopidae.

## Distribution
Cette espèce est endémique du département de Nariño en Colombie,. Elle se rencontre dans la réserve naturelle de La Planada à 1 850 m d'altitude dans la cordillère Occidentale.

## Description
Le mâle holotype mesure 1,54 mm et la femelle 1,76 mm.

## Étymologie
Cette espèce est nommée en référence au lieu de sa découverte, la réserve naturelle de La Planada.

## Publication originale
- Platnick & Dupérré, 2010 : The Andean goblin spiders of the new genera Niarchos and Scaphios (Araneae, Oonopidae). Bulletin of the American Museum of Natural History, no 345, p. 1-120 (texte intégral).